# Локомотиви БДЖ серия 49.00
Това е първата серия локомотиви, предназначени специално за помощна служба на товарните влакове. Доставени са на два пъти от две фабрики с минимални конструктивни различия помежду си. Получават експлоатационни номера 3001 – 3025, а след 1936 г. - серия 49.00. През 1924 г. локомотив 3012 участва в тежка катастрофа и след няколкогодишно бездействие е бракуван.
В процеса на експлоатация се установи, че за първоначалното си предназначение водният и горивният им запас не е достатъчен, имат и ниска конструктивна скорост. Така през 1938 г. в Главна жп работилница - София е изпратен локомотив 49.21 за основно преустройство. То е целяло локомотивите да се върнат в пълноценна експлоатация и да се използват за возене на товарни влакове по второстепенните линии. Локомотивът е реконструиран основно и излиза с нов номер - 23.01. В общи линии това преустройство е неуспешно и серия 49.00 остава с първоначалното си конструктивно изпълнение. Локомотивите са в състояние да се движат и на преден и заден ход конструктивната си скорост. Съоръжени са с парна и ръчна спирачка, спирателни са сцепните колооси без първата.
Локомотивната серия 49.00 се характеризира с голяма продължителност на експлоатацията. Те са последната действаща серия с парна машина „Компаунд“. До бракуването си (основно през 1975 - 1976 г.) извършват маневрената дейност на много гари из страната. За музейната колекция на БДЖ са запазени 49.02 от първата доставка и 49.19 – от втората.

## Експлоатационни и фабрични данни за локомотивите серия 47.00[2]
| Експлоатационен номер | Експлоатационен номер | Фабрика               | фабр. №/ година | Бележки                              |
| доставен              | от 1936 г.            | Фабрика               | фабр. №/ година | Бележки                              |
| --------------------- | --------------------- | --------------------- | --------------- | ------------------------------------ |
| 3001                  | 49.01                 | Hanomag - Hannover    | 7903/1917       | Бракуван 1975 г.                     |
| 3002                  | 49.02                 | Hanomag - Hannover    | 7904/1917       | Бракуван 1976 г. Музеен 1979 г.      |
| 3003                  | 49.03                 | Hanomag - Hannover    | 7905/1917       | Бракуван 1973 г.                     |
| 3004                  | 49.04                 | Hanomag - Hannover    | 7906/1917       | Бракуван 1976 г.                     |
| 3005                  | 49.05                 | Hanomag - Hannover    | 7907/1917       | Бракуван 1972 г.                     |
| 3006                  | 49.06                 | Hanomag - Hannover    | 7908/1917       | Бракуван 1975 г.                     |
| 3007                  | 49.07                 | Hanomag - Hannover    | 7909/1917       | Бракуван 1973 г.                     |
| 3008                  | 49.08                 | Hanomag - Hannover    | 7910/1917       | Бракуван 1976 г.                     |
| 3009                  | 49.09                 | Hanomag - Hannover    | 7911/1917       | Бракуван 1967 г.                     |
| 3010                  | 49.10                 | Hanomag - Hannover    | 7912/1917       | Бракуван 1975 г.                     |
| 3011                  | 49.11                 | Hanomag - Hannover    | 7913/1917       | Бракуван 1975 г.                     |
| 3012                  | -                     | Hanomag - Hannover    | 7913/1917       | Бракуван 1934 г.                     |
| 3013                  | 49.12                 | Hanomag - Hannover    | 7915/1917       | Бракуван 1972 г.                     |
| 3014                  | 49.13                 | Hanomag - Hannover    | 7916/1917       | Бракуван 1977 г.                     |
| 3015                  | 49.14                 | Hanomag - Hannover    | 7917/1917       | Бракуван 1975 г.                     |
| 3016                  | 49.15                 | Schwarzkopff – Berlin | 6270/1917       | Бракуван 1975 г.                     |
| 3017                  | 49.16                 | Schwarzkopff – Berlin | 6271/1917       | Бракуван 1975 г.                     |
| 3018                  | 49.17                 | Schwarzkopff – Berlin | 6272/1917       | Бракуван 1975 г.                     |
| 3019                  | 49.18                 | Schwarzkopff – Berlin | 6273/1917       | Бракуван 1975 г.                     |
| 3020                  | 49.19                 | Schwarzkopff – Berlin | 6274/1917       | Бракуван 1976 г. Музеен 1979 г.      |
| 3021                  | 49.20                 | Schwarzkopff – Berlin | 6275/1917       | Бракуван 1974 г.                     |
| 3022                  | 49.21                 | Schwarzkopff – Berlin | 6276/1917       | Преустроен в локомотив 23.01 1941 г. |
| 3023                  | 49.22                 | Schwarzkopff – Berlin | 6277/1917       | Бракуван 1973 г.                     |
| 3024                  | 49.23                 | Schwarzkopff – Berlin | 6278/1917       | Бракуван 1975 г.                     |
| 3025                  | 49.24                 | Schwarzkopff – Berlin | 6279/1917       | Бракуван 1972 г.                     |